# القابل (شبوة)
القابل هي إحدى قرى الجمهورية اليمنية. وهي تتبع جغرافيًا لمحافظة شبوة. وإداريًا لمديرية مرخة العليا. يبلغ تعداد سكانها 1235 نسمة حسب الإحصاء الذي جرى عام 2004.